# Liste der Biografien/Cri
Liste der Biografien |
Portal Biografien |
Personensuche
# |
A |
B |
C |
D |
E |
F |
G |
H |
I |
J |
K |
L |
M |
N |
O |
P |
Q |
R |
S |
T |
U |
V |
W |
X |
Y |
Z |
?
 
Ca |
Cb |
Cc |
Ce |
Ch |
Ci |
Cj |
Ck |
Cl |
Cm |
Cn |
Co |
Cr |
Cs |
Ct |
Cu |
Cv |
Cw |
Cy |
Cz
 
Cra |
Cre |
Crh |
Cri |
Crk |
Crl |
Crn |
Cro |
Cru |
Crv |
Cry |
Crz
Die Liste der Biografien führt alle Personen auf, die in der deutschsprachigen Wikipedia einen Artikel haben. Dieses ist eine Teilliste mit 337 Einträgen von Personen, deren Namen mit den Buchstaben „Cri“ beginnt.

## Cri

### Cria
- Criaco, Gioacchino (* 1965), italienischer Jurist und Schriftsteller
- Criado Navamuel, Enrique (* 1981), spanischer Diplomat, Anwalt und Schriftsteller
- Criado, Borja (* 1982), spanischer Fußballspieler
- Criado-Perez, Caroline (* 1984), britische Journalistin, Buchautorin und Feministin
- Crialese, Emanuele (* 1965), italienischer Drehbuchautor und Filmregisseur

### Crib
- Cribari, Marco (* 1985), Schweizer Leichtathlet
- Cribb, Ernest (1885–1957), kanadischer Segler
- Cribb, Phillip (* 1946), englischer Botaniker
- Cribb, Richard (* 1970), australischer Badmintonspieler
- Cribb, Tom (1781–1848), englischer Bare-knuckle-Boxer
- Cribbins, Bernard (1928–2022), britischer Schauspieler, Sänger und SynchronsprecherBernard Cribbins (1928–2022)

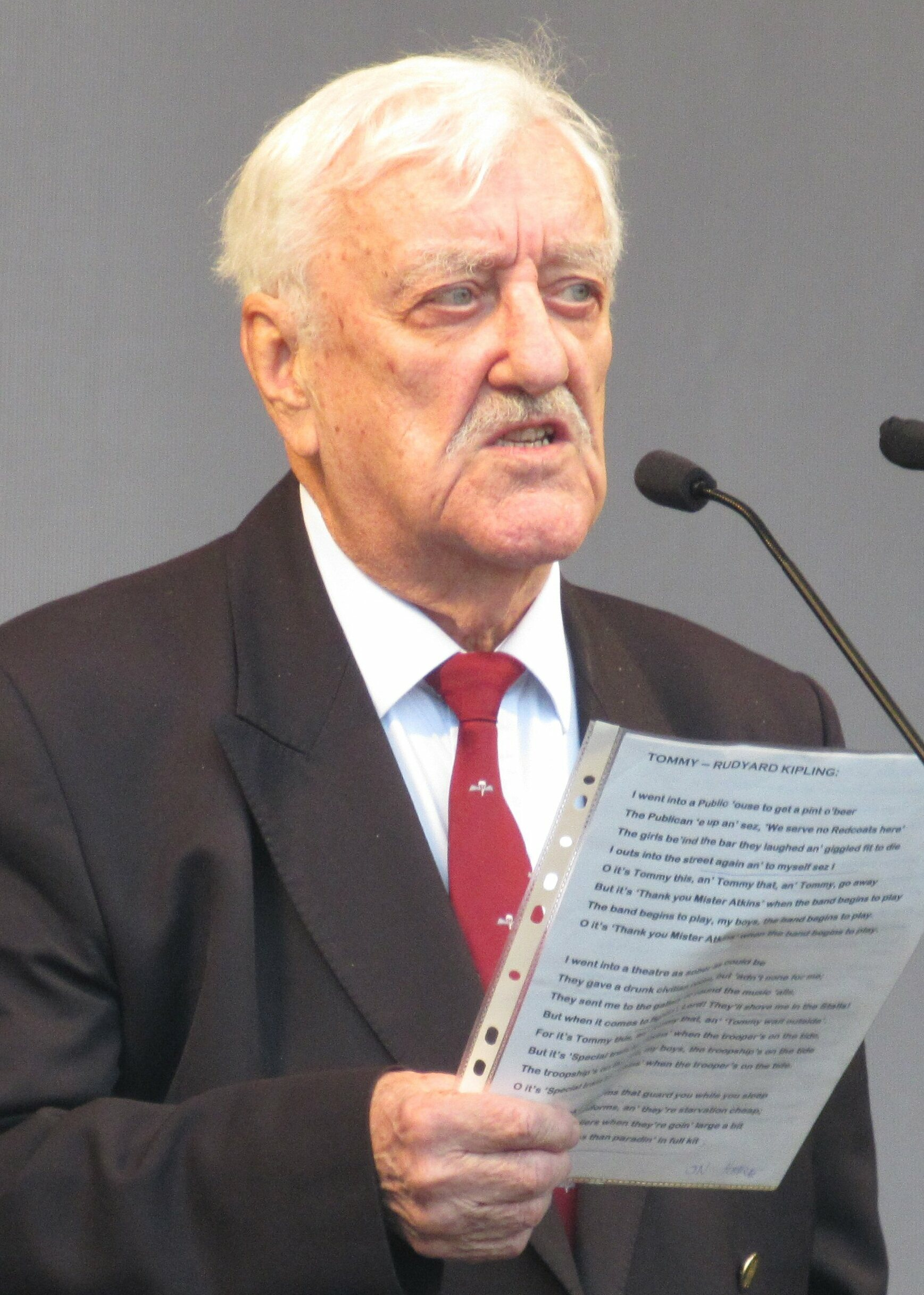
Bernard Cribbins (1928–2022)

- Cribiori, Franco (* 1939), italienischer Radrennfahrer
- Criblez, Lucien (* 1958), Schweizer Bildungsforscher

### Cric
- Crichlow, Lenora (* 1985), britische Schauspielerin
- Crichton, Alexander (1763–1856), britischer Mediziner
- Crichton, Charles (1872–1958), britischer Segler
- Crichton, Charles (1910–1999), britischer Filmregisseur, Filmeditor, Drehbuchautor und Filmproduzent
- Crichton, Danial Scott (* 2003), singapurisch-kanadischer Fußballspieler
- Crichton, Gillian, deutsche Lied-, Konzert-, Oratorien-, Opern- und Operettensängerin (Mezzosopran)
- Crichton, Henry, 6. Earl Erne (1937–2015), britischer Peer und Politiker (Conservative Party)
- Crichton, Ian (* 1956), kanadischer Musiker, Gitarrist der Band Saga
- Crichton, Leanne (* 1987), schottische Fußballspielerin
- Crichton, Michael (1942–2008), US-amerikanischer Schriftsteller, Drehbuchautor und RegisseurMichael Crichton (1942–2008)

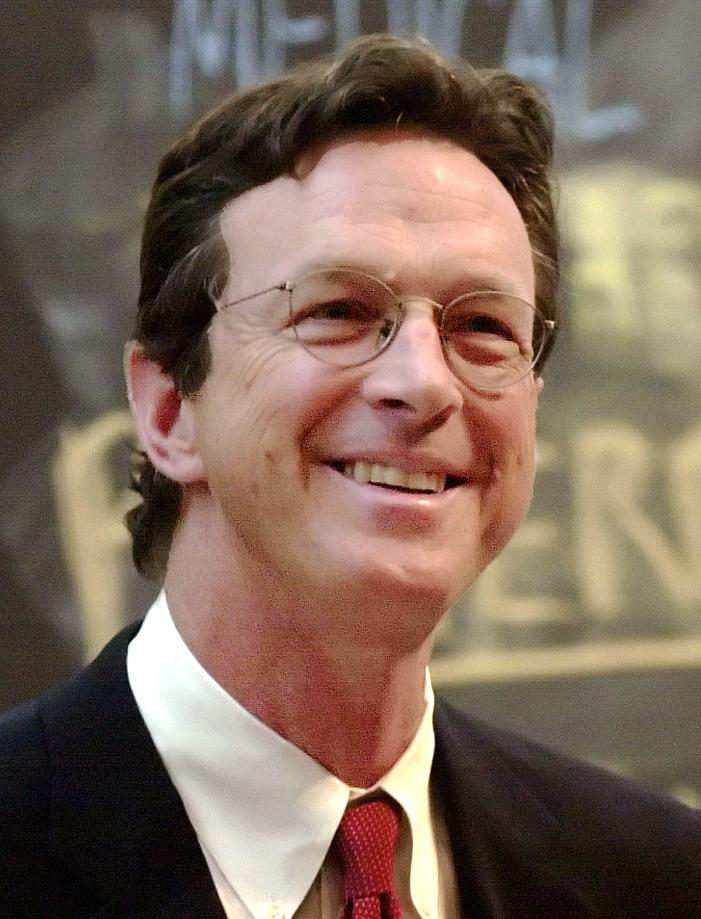
Michael Crichton (1942–2008)

- Crichton, Wilhelm (1732–1805), deutscher evangelischer Theologe und Hofprediger
- Crichton-Stuart, James (1794–1859), britischer Politiker
- Crichton-Stuart, John, 2. Marquess of Bute (1793–1848), britischer Adliger, Industrieller und Politiker
- Crichton-Stuart, John, 3. Marquess of Bute (1847–1900), britischer Adliger und Industrieller
- Crichton-Stuart, John, 4. Marquess of Bute (1881–1947), britischer Adliger
- Crichton-Stuart, Ninian (1883–1915), britischer Politiker und Offizier
- Criciotoiu, Bogdan Andrei (* 1990), rumänischer Handballspieler
- Crick, Bernard (1929–2008), britischer Politikwissenschaftler und Hochschullehrer
- Crick, Francis (1916–2004), britischer Physiker und Biochemiker und Mitentdecker der Molekularstruktur der DesoxyribonukleinsäureFrancis Crick (1916–2004)

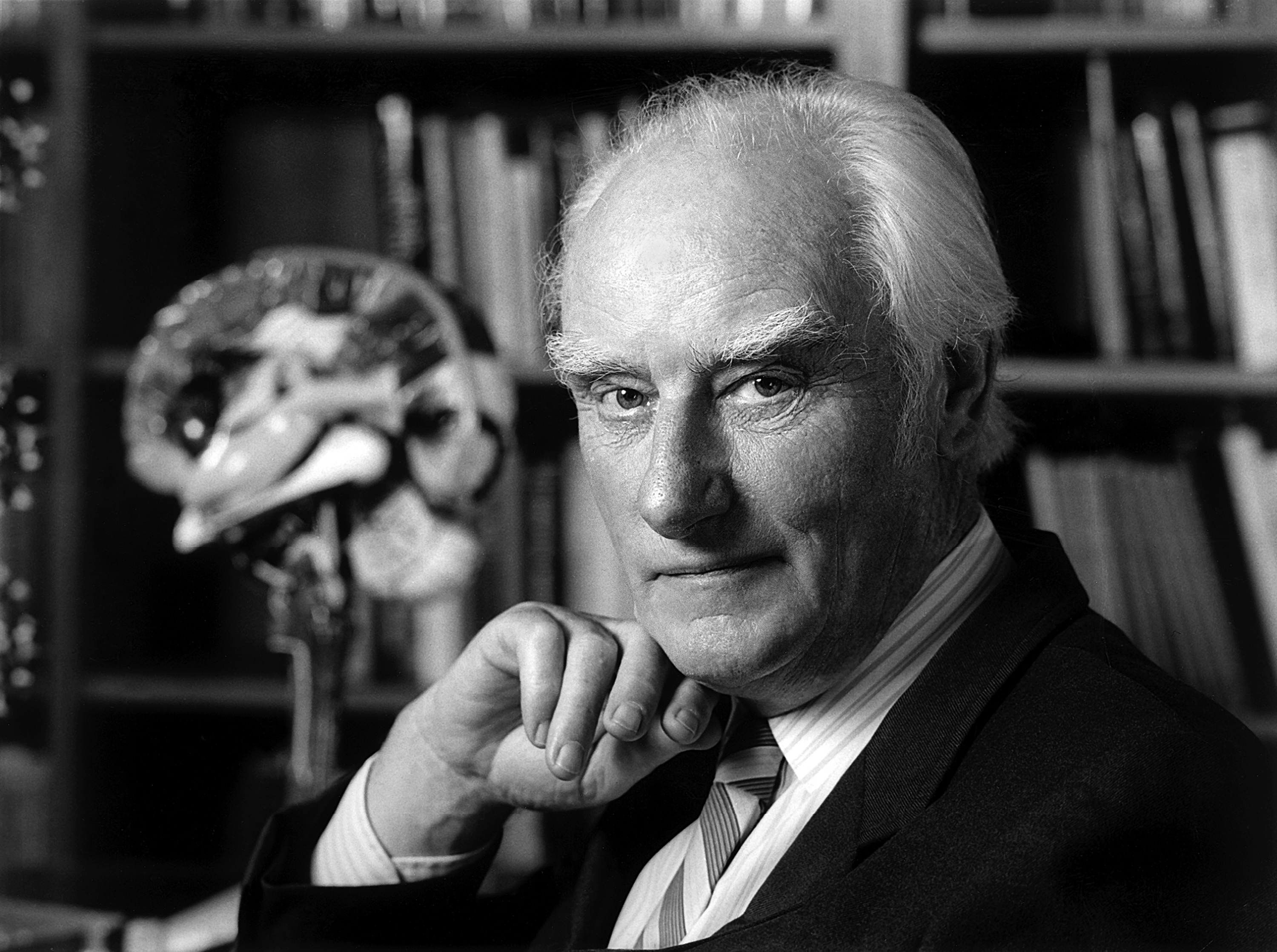
Francis Crick (1916–2004)

- Crickboom, Mathieu (1871–1947), belgischer Violinist, Violinpädagoge und Komponist
- Crickillon, Jacques (1940–2021), belgischer Dichter und Schriftsteller französischer Sprache
- Crickmer, Walter (1899–1958), englischer Fußballfunktionär und -trainer
- Crickx, Joseph (* 1888), belgischer Ruderer
- Crickx, Julien (* 1891), belgischer Ruderer

### Crid
- Crider, Curtis (1930–2012), US-amerikanischer Rennfahrer
- Crider, Michèle (* 1959), US-amerikanische Opernsängerin (Sopran)
- Crider, Missy (* 1974), US-amerikanische Schauspielerin

### Crie
- Criegee, Rudolf (1902–1975), deutscher Chemiker und Hochschullehrer
- Criegern, Arndt von (1857–1940), sächsischer Generalmajor
- Criegern, Axel von (* 1939), deutscher Kunsthistoriker
- Criegern, Dietrich von (1886–1952), deutscher Generalleutnant
- Criegern, Friederike von (* 1976), deutsche literarische Übersetzerin
- Criegern, Friedrich Constanz von (1834–1895), sächsischer Beamter und Übersetzer
- Criegern, Friedrich Theodor von (1801–1870), sächsischer Jurist und Politiker
- Criegern, Georg von (1852–1941), sächsischer Generalleutnant
- Criegern, Paul von (1850–1930), sächsischer Generalleutnant
- Criel, Tom (* 1983), belgischer Radrennfahrer
- Crienitz, Alfred (1881–1965), deutscher Architekt
- Criens, Hans-Jörg (1960–2019), deutscher Fußballspieler
- Crier, Arthur (1935–2004), US-amerikanischer Musiker

### Crig
- Crighton, David (1942–2000), britischer Mathematiker
- Crighton-Ginsburg, James Baruch (1826–1898), anglikanischer Missionar
- Criginger, Johannes (1521–1571), deutscher lutherischer Theologe, Kartograph und Schriftsteller
- Crignis, Fabio De (* 1968), italienischer Skirennläufer

### Crih
- Crihălmeanu, Florentin (1959–2021), rumänischer griechisch-katholischer Geistlicher, Bischof von Cluj-Gherla

### Crij
- Crijns, Frank (* 1960), niederländischer Gitarrist, Improvisationsmusiker und Komponist
- Crijnssen, Abraham († 1669), niederländischer Eroberer und Gouverneur von Suriname

### Cril
- Crill, Peter (1925–2005), britischer Jurist, Bailiff of Jersey
- Crilley, Mark (* 1966), amerikanischer Comic-Buchautor
- Crillon, Dominique-Laurent de Balbe de Berton de († 1747), französischer Bischof
- Crilly, Anna (* 1975), britische Schauspielerin und Comedian

### Crim
- Crimca, Anastasie († 1629), orthodoxer Geistlicher und Autor im heutigen Rumänien
- Crimer (* 1989), Schweizer Popmusiker
- Crimew, Maia Arson (* 1999), Schweizer Software-Entwicklerin und Computer-HackerinMaia Arson Crimew (* 1999)

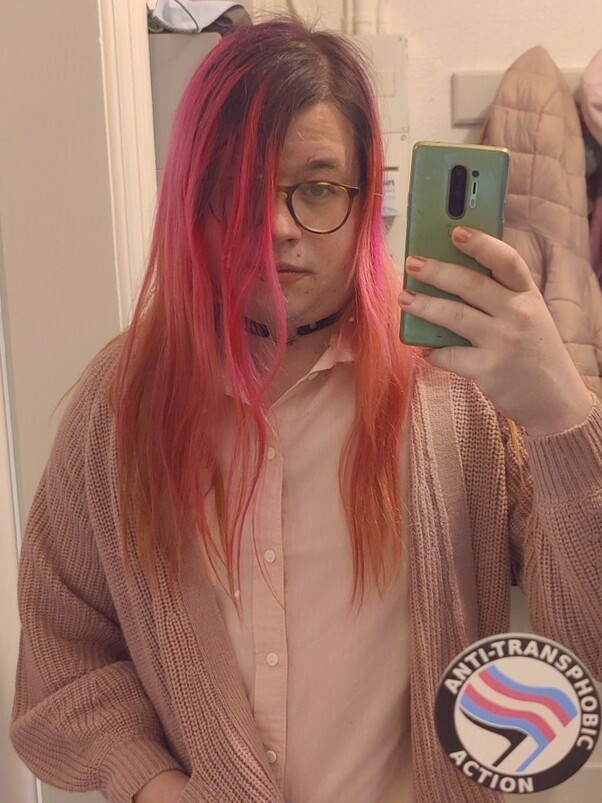
Maia Arson Crimew (* 1999)

- Crimi, Marco (* 1990), italienischer Fußballspieler
- Crimi, Vito (* 1972), italienischer Politiker
- Crimmann, Alfred (* 1893), deutscher Politiker (CDU)
- Crimmann, Ralph-Peter (* 1949), deutscher Sachbuchautor
- Crimmins, Barry (1953–2018), amerikanischer Stand-up-Comedian, Satiriker und Autor
- Crimmins, John Hugh (1919–2007), US-amerikanischer Diplomat
- Crimont, Joseph (1858–1945), französisch-US-amerikanischer römisch-katholischer Ordensgeistlicher und Apostolischer Vikar von Alaska
- Crimp, Douglas (1944–2019), US-amerikanischer Kunstsoziologe, Kunstkritiker und AIDS-Aktivist
- Crimp, Martin (* 1956), englischer Dramatiker
- Crimpen, Bartha van († 1818), niederländische Patriotte

### Crin
- Crínán von Dunkeld († 1045), Laienabt von Dunkeld
- Crinesius, Christoph (1584–1629), deutscher Orientalist, Linguist und Philologe
- Crinion, Brendan (1923–1989), irischer Politiker
- Crinis, Max de (1889–1945), österreichisch-deutscher Psychiater und Neurologe
- Crinitus z Hlavačova, David (1531–1586), tschechischer Schriftsteller und Dichter
- Crinkley, Richmond (1940–1989), US-amerikanischer Theaterproduzent und -regisseur
- Crinnion, Peter (* 1939), irischer Radrennfahrer
- Crinnon, Peter Francis (1818–1882), kanadischer römisch-katholischer Geistlicher, Bischof von Hamilton

### Crio
- Crioula, Mariana, Sklavin und Sklavenanführerin im kolonialen Brasilien

### Crip
- Crippa, Alessia (* 2000), italienische Skeletonpilotin
- Crippa, Edward D. (1899–1960), US-amerikanischer Politiker (Republikanische Partei)
- Crippa, Fábio (1929–2011), brasilianischer Fußballtorhüter
- Crippa, Giovanni (* 1958), italienischer Geistlicher, römisch-katholischer Bischof von Ilhéus
- Crippa, Maddalena (* 1957), italienische SchauspielerinMaddalena Crippa (* 1957)

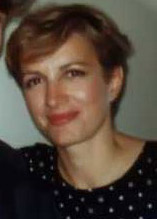
Maddalena Crippa (* 1957)

- Crippa, Massimo (* 1965), italienischer Fußballspieler
- Crippa, Michel (1936–1999), Schweizer Manager
- Crippa, Roberto (1921–1972), italienischer Maler
- Crippa, Salvatore (1914–1971), italienischer Radrennfahrer
- Crippa, Yemaneberhan (* 1996), äthiopisch-italienischer Leichtathlet
- Crippen, Fran (1984–2010), US-amerikanischer Schwimmer
- Crippen, Hawley (1862–1910), US-amerikanischer Mediziner und verurteilter Mörder
- Crippen, Katie (1895–1929), amerikanische Entertainerin und Blues-Sängerin
- Crippen, Robert (* 1937), US-amerikanischer AstronautRobert Crippen (* 1937)

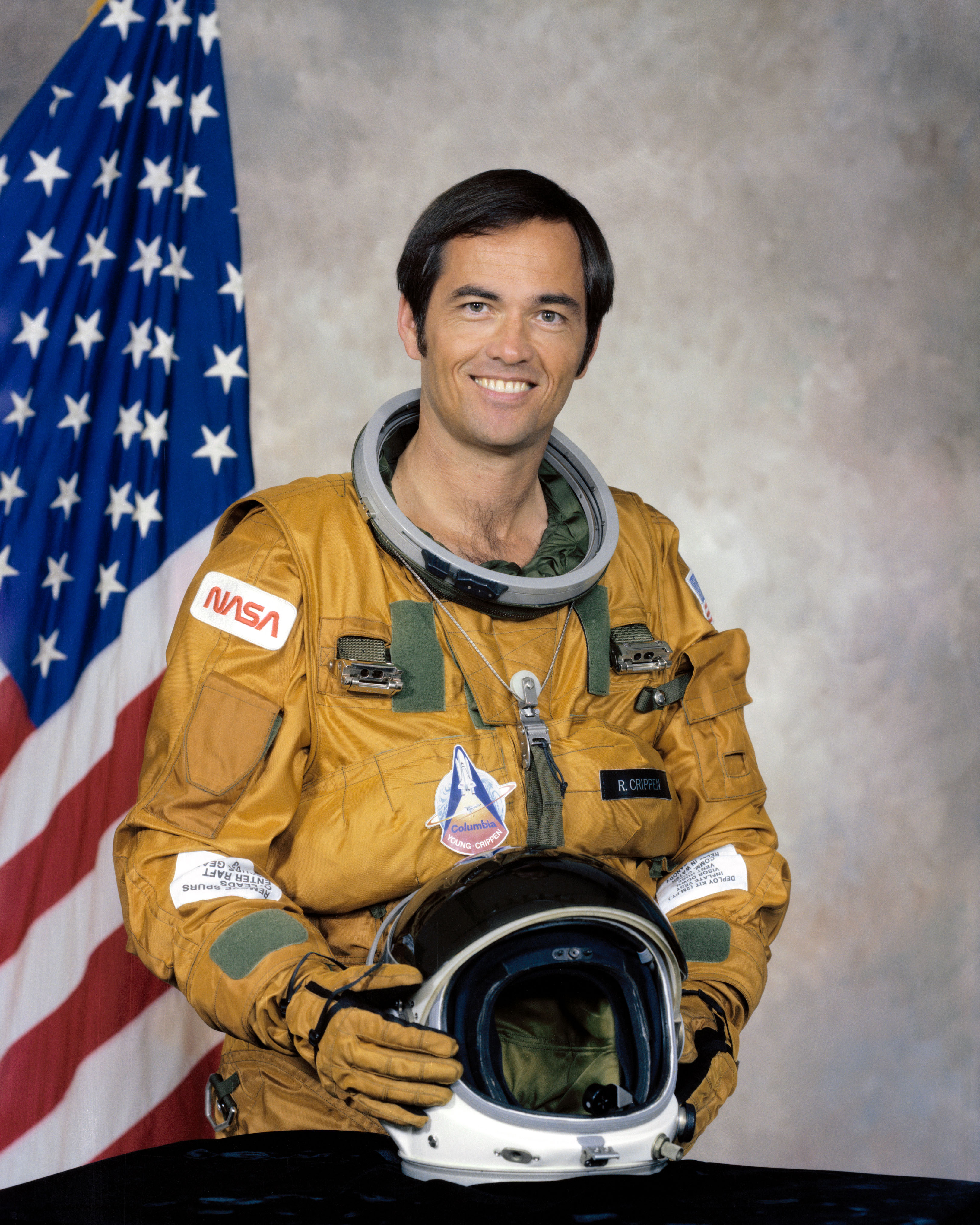
Robert Crippen (* 1937)

- Cripps, Charles, 1. Baron Parmoor (1852–1941), britischer Politiker der Conservative Party und der Labour Party, Mitglied des House of Commons und Peer
- Cripps, John (1927–2022), britisch-australischer Gartenbauer
- Cripps, Richard Stafford (1889–1952), britischer Jurist und Politiker (Labour Party), Mitglied des House of Commons
- Cripps, Sarah († 1892), neuseeländische Herbergsmutter, Ladenbesitzerin, Postmeisterin und Hebamme
- Cripps, Sharon (* 1977), australische Sprinterin
- Cripps, Winsome (1931–1997), australische Sprinterin
- Cripps-Appiah, Peggy (1921–2006), ghanaische Schriftstellerin
- Cripsey, Graham (* 1954), englischer Snookerspieler
- Cripwell, Richard (* 1962), britischer Heeresoffizier

### Criq
- Criqui, Eugène (1893–1977), französischer Boxer im Federgewicht
- Criquielion, Claude (1957–2015), belgischer RadrennfahrerClaude Criquielion (1957–2015)

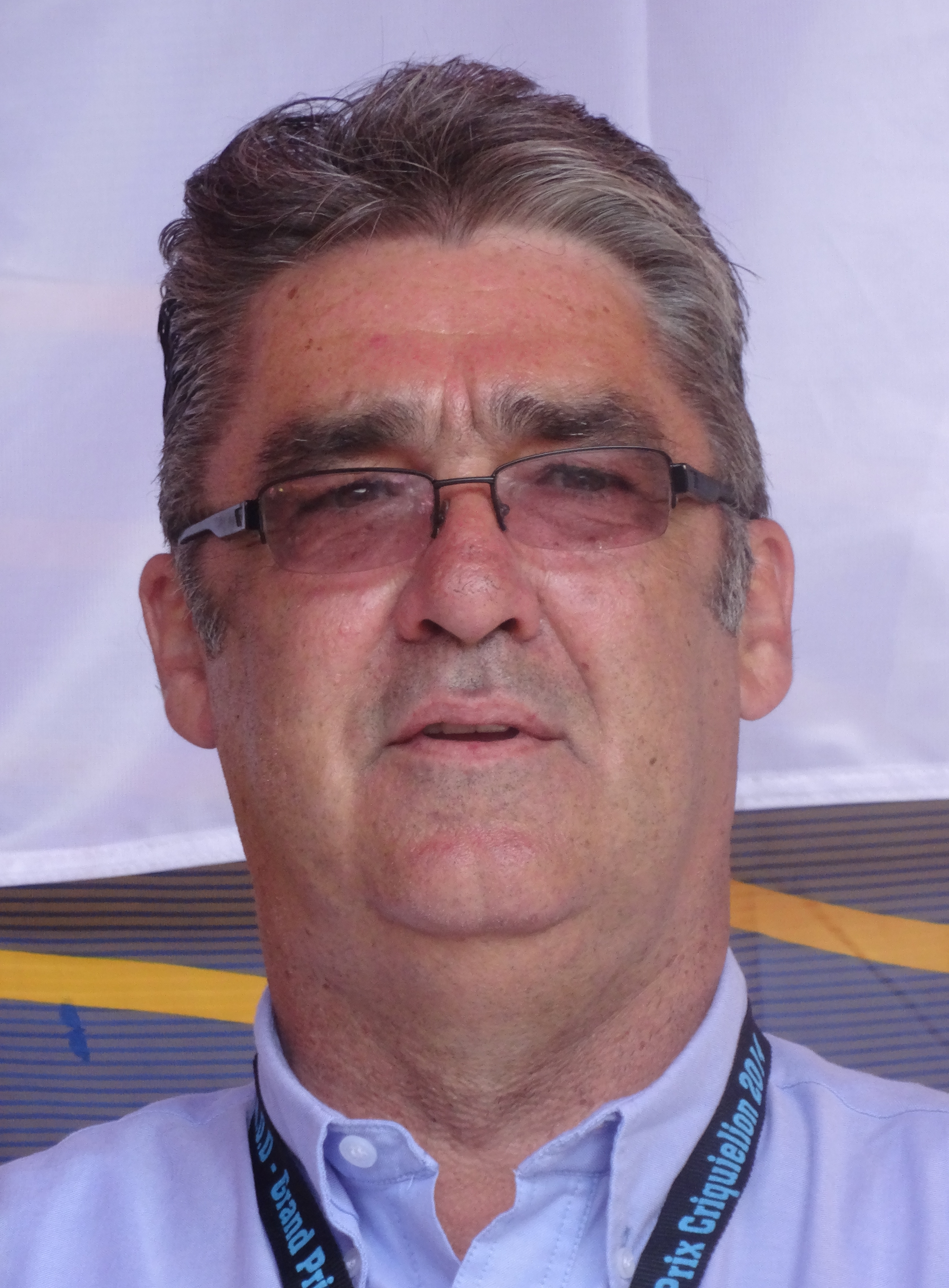
Claude Criquielion (1957–2015)

### Cris
- Crisa, Erno (1914–1968), italienischer Schauspieler
- Crișan, Adrian (* 1980), rumänischer Tischtennisspieler
- Crisan, Anemona (* 1980), österreichische Malerin
- Crișan, Cristian Dumitru (* 1981), rumänischer Geistlicher und rumänisch griechisch-katholischer Weihbischof in Făgăraș und Alba Iulia
- Crișan, Ion Horațiu (1928–1994), rumänischer Prähistoriker
- Crișan, Traian (1918–1990), rumänischer Geistlicher, Kurienerzbischof der römisch-katholischen Kirche
- Crișan, Zoltan (1955–2003), rumänischer Fußballspieler und -trainer
- Crisante, Julie, US-amerikanische Schauspielerin und Filmschaffende
- Crisanti, Andrea (1936–2012), italienischer Filmarchitekt
- Crisanti, Gabriele (1935–2010), italienischer Filmproduzent und Bühnenbildner
- Crisci, Carlo (* 1956), Schweizer Koch
- Crisci, Giovanni, italienischer Kameramann und Filmregisseur
- Criscito, Domenico (* 1986), italienischer Fußballspieler
- Criscuolo, Alessandro (1937–2020), italienischer Verfassungsrichter
- Criscuolo, Giovan Filippo, italienischer Maler
- Crise, Douglas (* 1961), US-amerikanischer Filmeditor
- Crisetig, Lorenzo (* 1993), italienischer Fußballspieler
- Crisfield, John W. (1806–1897), US-amerikanischer Politiker
- Crisfield, Michael Anthony (1942–2002), britischer angewandter Mathematiker und Ingenieurwissenschaftler
- Crishan, Horea (* 1945), rumänischstämmiger Musiker
- Crisinel, Edmond-Henri (1897–1948), Schweizer Journalist und Schriftsteller
- Crisinel, Ulysse (1871–1924), Schweizer Landwirt und Politiker
- Crisler, B. R. (1905–1982), US-amerikanischer Journalist, Literatur- und Filmkritiker
- Crisman, Fred (1919–1975), US-amerikanischer Kampfpilot, Lehrer, Autor und angeblicher Geheimdienstmitarbeiter
- Crisman, Nino (1911–1983), italienischer Schauspieler und Filmproduzent
- Crismanich, Mauro (* 1984), argentinischer Taekwondoin
- Crismanich, Sebastián (* 1986), argentinischer Taekwondoin
- Crisolli, Karl-August (1900–1935), deutscher Jurist
- Crisolli, Rudolf (1854–1922), deutscher Jurist und Geheimer Oberkonsistorialrat
- Crisolli, Rudolf (1932–1970), deutscher Fernsehjournalist
- Crisolli, Wilhelm (1895–1944), deutscher Offizier, zuletzt Generalmajor im Zweiten Weltkrieg
- Crisosto, Julio (* 1950), chilenischer Fußballspieler
- Crisostomo, Jorell (* 2000), philippinischer Eishockeyspieler
- Crisovan, Alex (1919–2012), Schweizer Schachjournalist, -autor und -funktionär
- Crisp, Charles Frederick (1845–1896), US-amerikanischer Politiker
- Crisp, Charles R. (1870–1937), US-amerikanischer Politiker
- Crisp, Donald (1882–1974), britischer Schauspieler und RegisseurDonald Crisp (1882–1974)

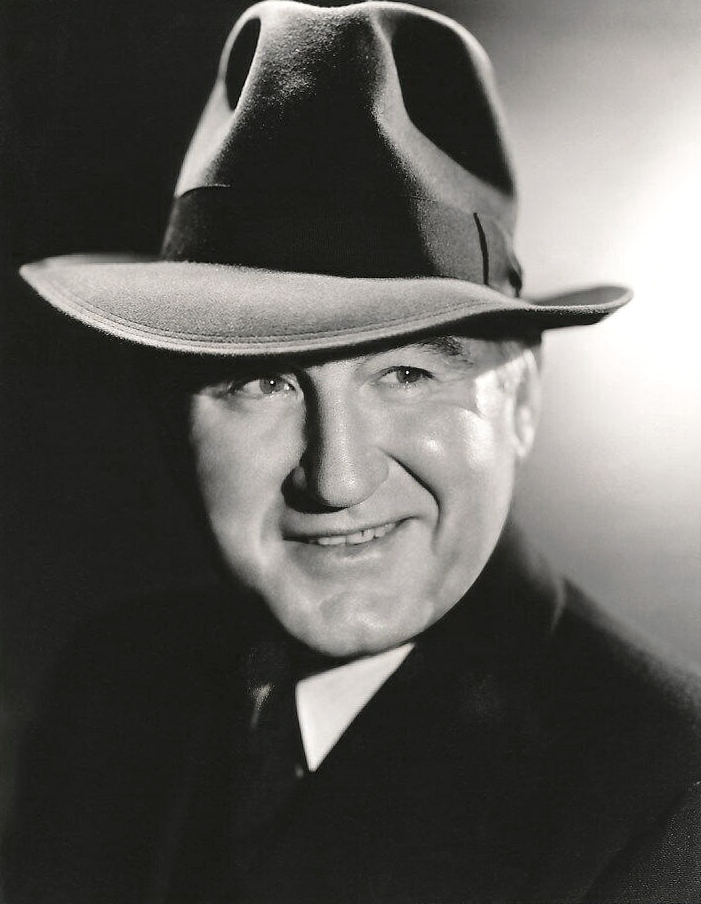
Donald Crisp (1882–1974)

- Crisp, Hope (1884–1950), britischer Tennisspieler
- Crisp, Jessica (* 1969), australische Windsurferin
- Crisp, N. J. (1923–2005), britischer Autor
- Crisp, Nicholas († 1666), englischer Royalist und Kaufmann
- Crisp, Nigel, Baron Crisp (* 1952), britischer Politiker und Life Peer
- Crisp, Quentin (1908–1999), britischer Exzentriker, Autor und EntertainerQuentin Crisp (1908–1999)

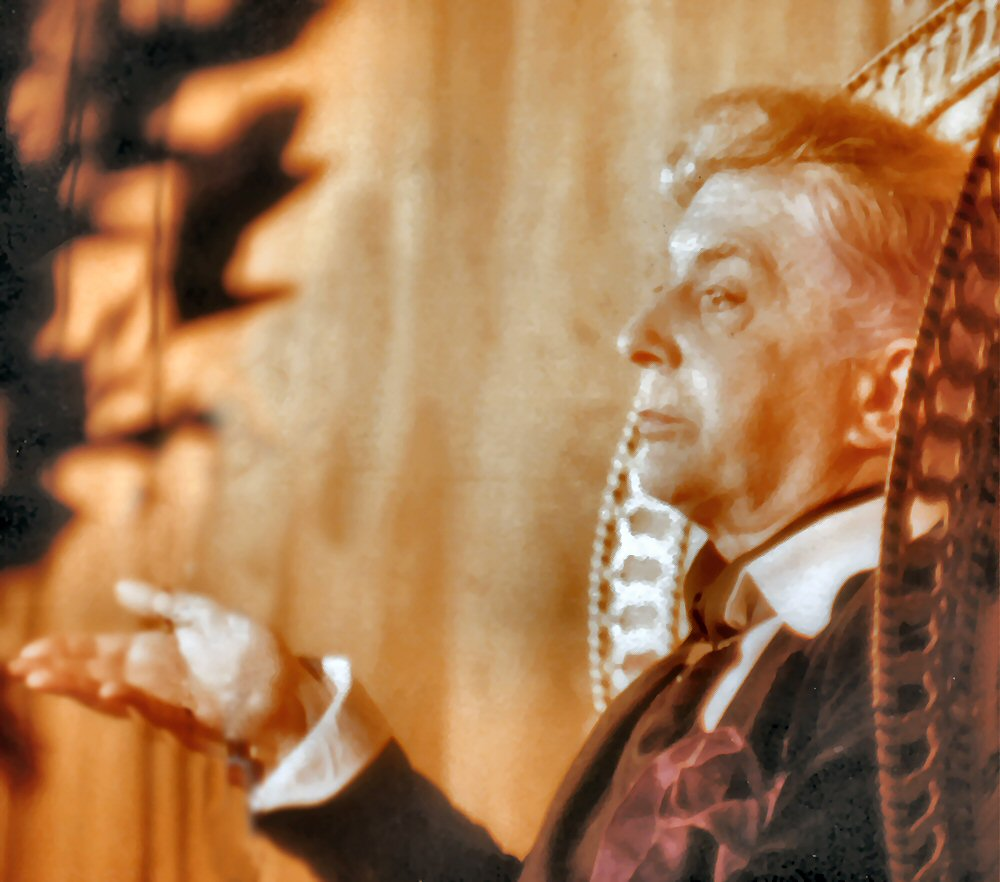
Quentin Crisp (1908–1999)

- Crisp, Terry (* 1943), kanadischer Eishockeyspieler und -trainer
- Crisp, Tracey (* 1944), britische Schauspielerin
- Crispell, Marilyn (* 1947), US-amerikanische Pianistin und Performer-Komponistin
- Crispi, Francesco (1818–1901), italienischer Revolutionär und Politiker, Mitglied der Camera dei deputati
- Crispi, Michelangelo (* 1972), italienischer Ruderer
- Crispien, Arthur (1875–1946), deutscher Politiker (SPD), MdR
- Crispigni, Niccola (1798–1879), italienischer römisch-katholischer Geistlicher
- Crispim, Lucas de Figueiredo (* 1994), brasilianischer Fußballspieler
- Crispin, Ann C. (1950–2013), US-amerikanische Science-Fiction- und Fantasy-Autorin
- Crispin, Edmund (1921–1978), englischer Krimi-Schriftsteller, SF-Herausgeber und Komponist
- Crispin, Johann († 1442), Lübecker Ratsherr
- Crispín, Nelson (* 1992), kolumbianischer Schwimmer
- Crispin, Segebodo († 1388), Ratsherr der Hansestadt Lübeck
- Crispin, Segebodo († 1323), Bürgermeister der Hansestadt Lübeck
- Crispinianus († 287), Heiliger; Märtyrer
- Crispino, Armando (1925–2003), italienischer Drehbuchautor und Filmregisseur
- Crispinus († 287), Heiliger; Märtyrer
- Crispinus von Viterbo (1668–1750), Kapuziner
- Crispinus, Rutilius Pudens, römischer Senator
- Crispo, Tiberio (1498–1566), Kardinal der Römischen Kirche
- Crispo, Vittoria (1905–1973), italienische Schauspielerin
- Crispolus, Märtyrer und Heiliger
- Crispulus, Märtyrer und Heiliger
- Crispus († 326), ältester Sohn des Kaisers Konstantin I.
- Crispy, Phat (* 1981), deutscher Musikproduzent
- CrispyRob (* 1993), deutscher Webvideoproduzent
- Criss Source (* 1978), deutscher DJ, Musikproduzent und Betreiber einer Plattenfirma
- Criss, Darren (* 1987), US-amerikanischer SchauspielerDarren Criss (* 1987)

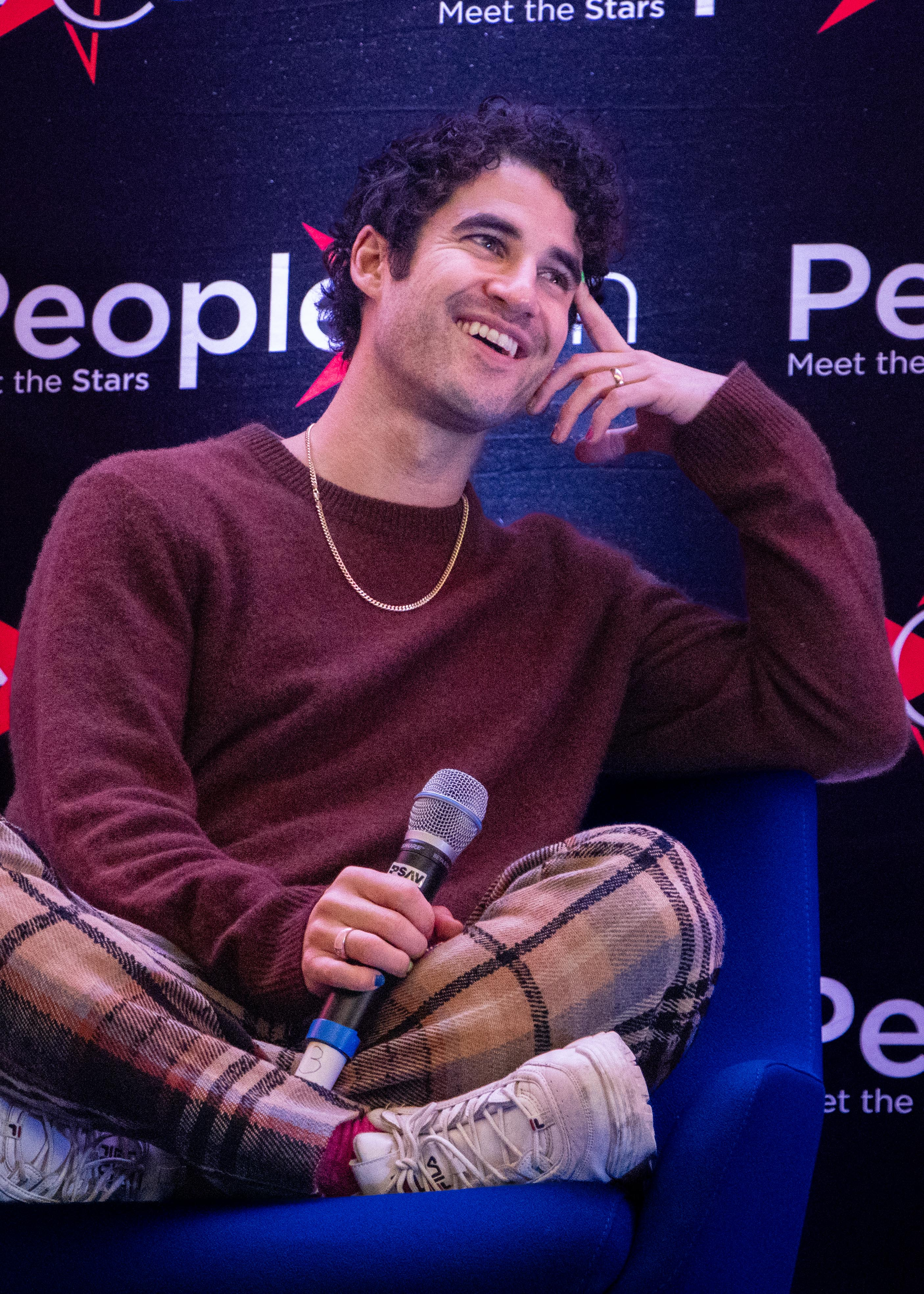
Darren Criss (* 1987)

- Criss, Francis (1901–1973), US-amerikanischer Maler
- Criss, Gene, US-amerikanischer Rockabilly-Musiker
- Criss, Peter (* 1945), US-amerikanischer RockmusikerPeter Criss (* 1945)

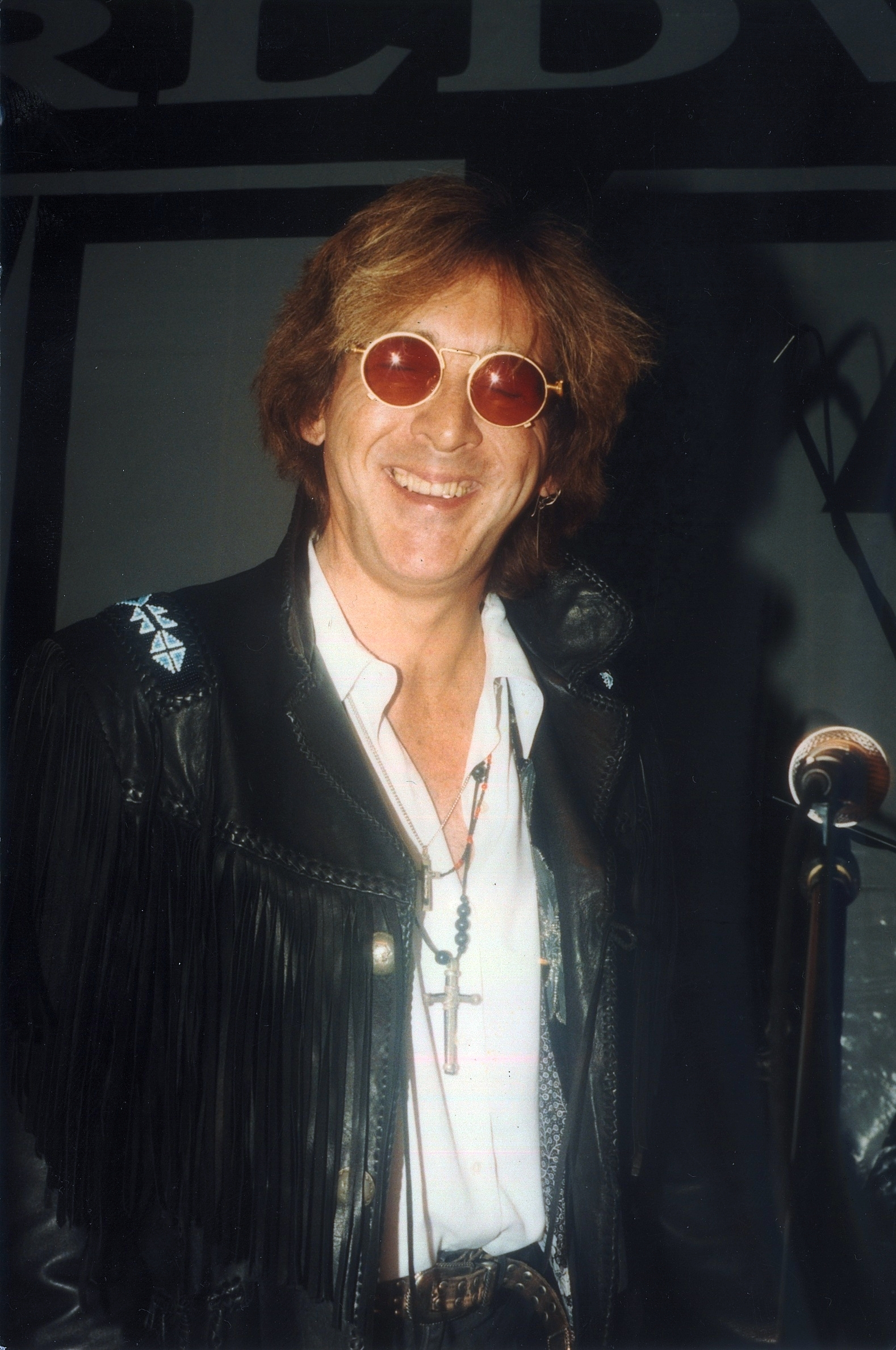
Peter Criss (* 1945)

- Criss, Sonny (1927–1977), US-amerikanischer Jazz-Altsaxophonist des Hardbop
- Crisse (* 1958), belgischer Comic-Zeichner
- Crissinger, Daniel R. (1860–1942), US-amerikanischer Bankmanager, Chef des Federal Reserve System (1923–1927)
- Crist, Charlie (* 1956), US-amerikanischer Politiker (Demokratische Partei)
- Crist, George B. (1931–2024), US-amerikanischer Militär, General des US Marine Corps, Kommandeur des US Central Command
- Crist, Henry (1764–1844), US-amerikanischer Politiker
- Crist, Myndy (* 1975), US-amerikanische Schauspielerin
- Crist, Ray (1900–2005), US-amerikanischer Chemiker, Atomchemiker, Umweltchemiker
- Crista, Daniel (* 1991), rumänischer Radrennfahrer
- Cristal Snow, finnischer Musiker
- Cristal, Carlos (1942–2011), argentinischer Tangosänger
- Cristal, Linda (1931–2020), argentinische Schauspielerin
- Cristal, Perla (* 1937), argentinische Schauspielerin
- Cristaldi, Belisario (1764–1831), italienischer Kardinal der Römischen Kirche
- Cristaldi, Franco (1924–1992), italienischer Filmproduzent
- Cristaldo, Luis (* 1969), bolivianischer Fußballspieler
- Cristalis, Irena (* 1959), niederländische Journalistin
- Cristallini, Giorgio (1921–1999), italienischer Filmregisseur
- Cristancho Camargo, Francisco (1905–1977), kolumbianischer Komponist, Arrangeur, Trompeter, Gitarrist und Orchesterleiter
- Cristancho Rojas, Carlos, venezolanischer Diplomat
- Cristani von Rall, Hieronymus († 1751), Salzburger Hofkanzler
- Cristante, Bryan (* 1995), italienischer FußballspielerBryan Cristante (* 1995)

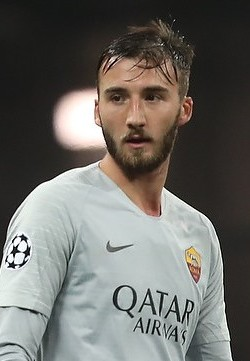
Bryan Cristante (* 1995)

- Cristante, Hernán (* 1969), argentinischer Fußballtorwart
- Cristas, Assunção (* 1974), portugiesische Juristin, Universitätsprofessorin und Politikerin
- Cristau Coll, Salvador (* 1950), spanischer Geistlicher, römisch-katholischer Bischof von Terrassa
- Cristea, Adrian (* 1983), rumänischer Fußballspieler
- Cristea, Alexandru (1890–1942), moldauischer Komponist und Chorleiter
- Cristea, Andi-Lucian (* 1982), rumänischer Politiker
- Cristea, Andrei (* 1984), rumänischer Fußballspieler
- Cristea, Cătălina (* 1975), rumänische Tennisspielerin
- Cristea, Laura (* 1987), rumänische Architektin
- Cristea, Lelie, deutsche Violinistin
- Cristea, Miron (1868–1939), rumänischer Patriarch und Politiker
- Cristea, Olga (* 1987), moldauische Mittelstreckenläuferin
- Cristea, Petre (1909–1995), rumänischer Rennfahrer
- Cristea, Tudorel (* 1964), rumänischer Fußballspieler
- Cristea, Vasile (1906–2000), apostolischer Visitator der Rumänen des byzantinischen Ritus in Europa
- Cristerna, María José (* 1976), mexikanische Körperkünstlerin und Anwältin
- Cristescu, Constantin (1866–1923), rumänischer General und Kriegsminister
- Cristescu, Marian (* 1985), rumänischer Fußballspieler
- Cristi, Óscar (1916–1965), chilenischer Reiter
- Cristian Alex (* 1993), brasilianischer Fußballspieler
- Cristian, Citlali (* 1995), mexikanische Leichtathletin
- Cristian, Jaqueline (* 1998), rumänische TennisspielerinJaqueline Cristian (* 1998)

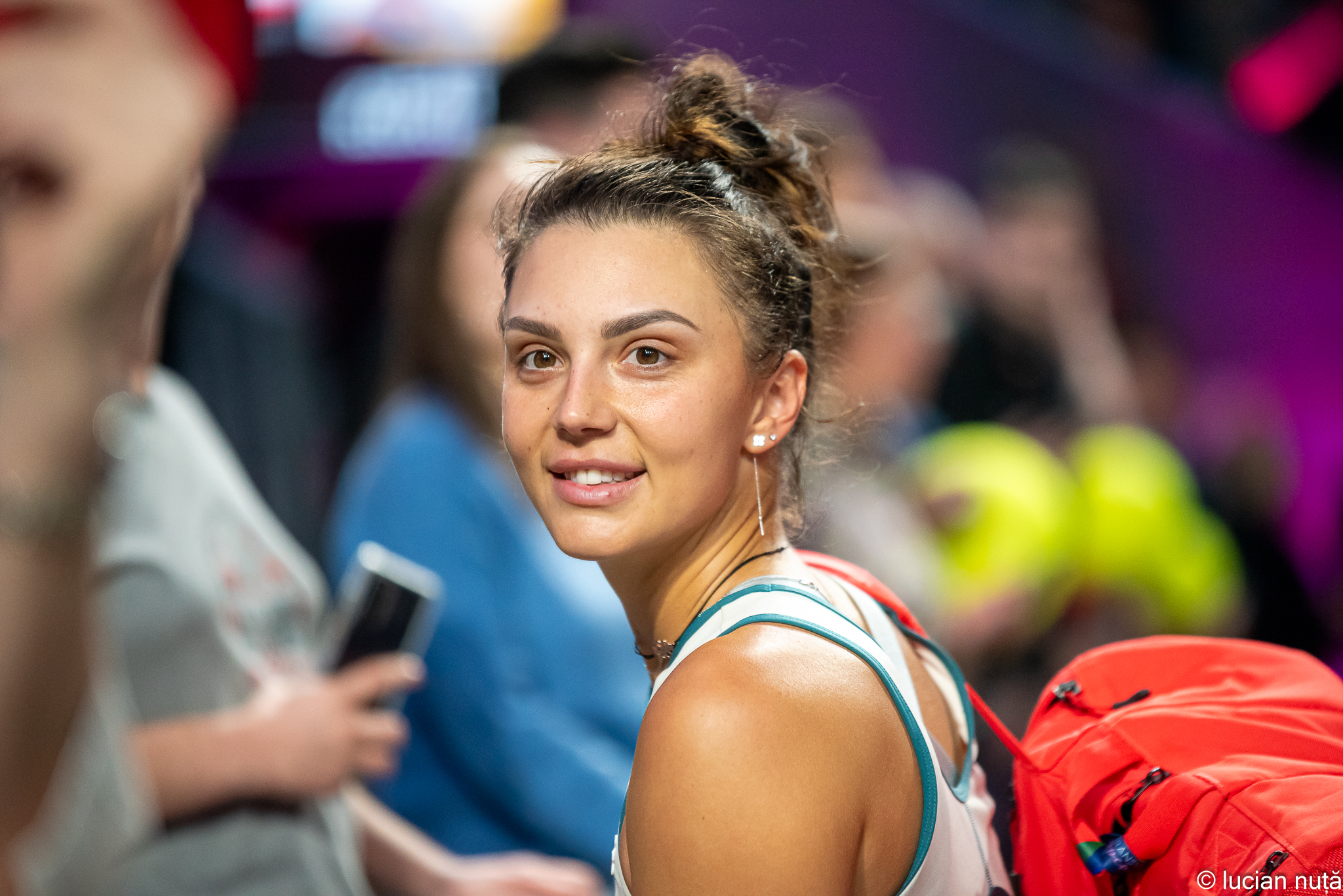
Jaqueline Cristian (* 1998)

- Cristiane (* 1985), brasilianische Fußballspielerin
- Cristiani Burkard, Alfredo (* 1947), salvadorianischer Politiker
- Cristiani, Dhia (1921–1977), italienische Schauspielerin und Synchronsprecherin
- Cristiani, Francesco Saverio (1729–1800), italienischer Kurienbischof und Sakristan des Apostolischen Palastes
- Cristiani, Gabriella (* 1949), italienische Filmeditorin
- Cristiani, Lise (1825–1853), Cellistin
- Cristiani, Mateo (1890–1962), deutscher expressionistischer Maler italienischer Abstammung
- Cristiani, Quirino (1896–1984), italienischer Animationsfilmer und Karikaturist
- Cristiano Ronaldo (* 1985), portugiesischer FußballspielerCristiano Ronaldo (* 1985)

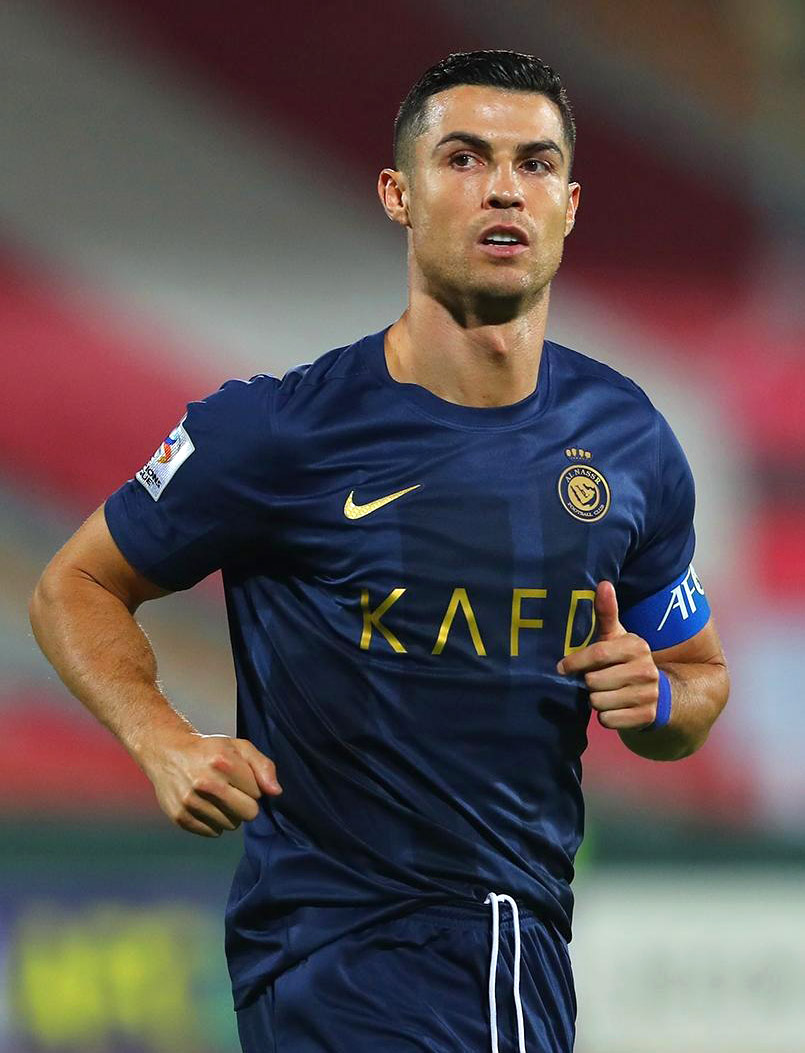
Cristiano Ronaldo (* 1985)

- Cristicchi, Simone (* 1977), italienischer Cantautore, Theaterschauspieler und Schriftsteller
- Cristin, Diego (* 1981), argentinischer Tennisspieler
- Cristin, Renato (* 1958), italienischer Philosoph
- Cristina von Spanien (* 1965), spanische Infantin
- Cristina, Dolores (* 1949), maltesische Politikerin
- Cristina, Olinto (1888–1962), italienischer Schauspieler
- Cristini, Gabriele (* 2010), italienischer Schauspieler
- Cristo (* 1997), spanischer Fußballspieler
- Cristo, Benny (* 1987), tschechischer Sänger, Songwriter, Schauspieler und Jiu-Jitsu-Kämpfer
- Cristo, Pedro de († 1618), portugiesischer Mönch und Komponist
- Cristobal (* 1987), deutscher Sänger und SongschreiberCristobal (* 1987)

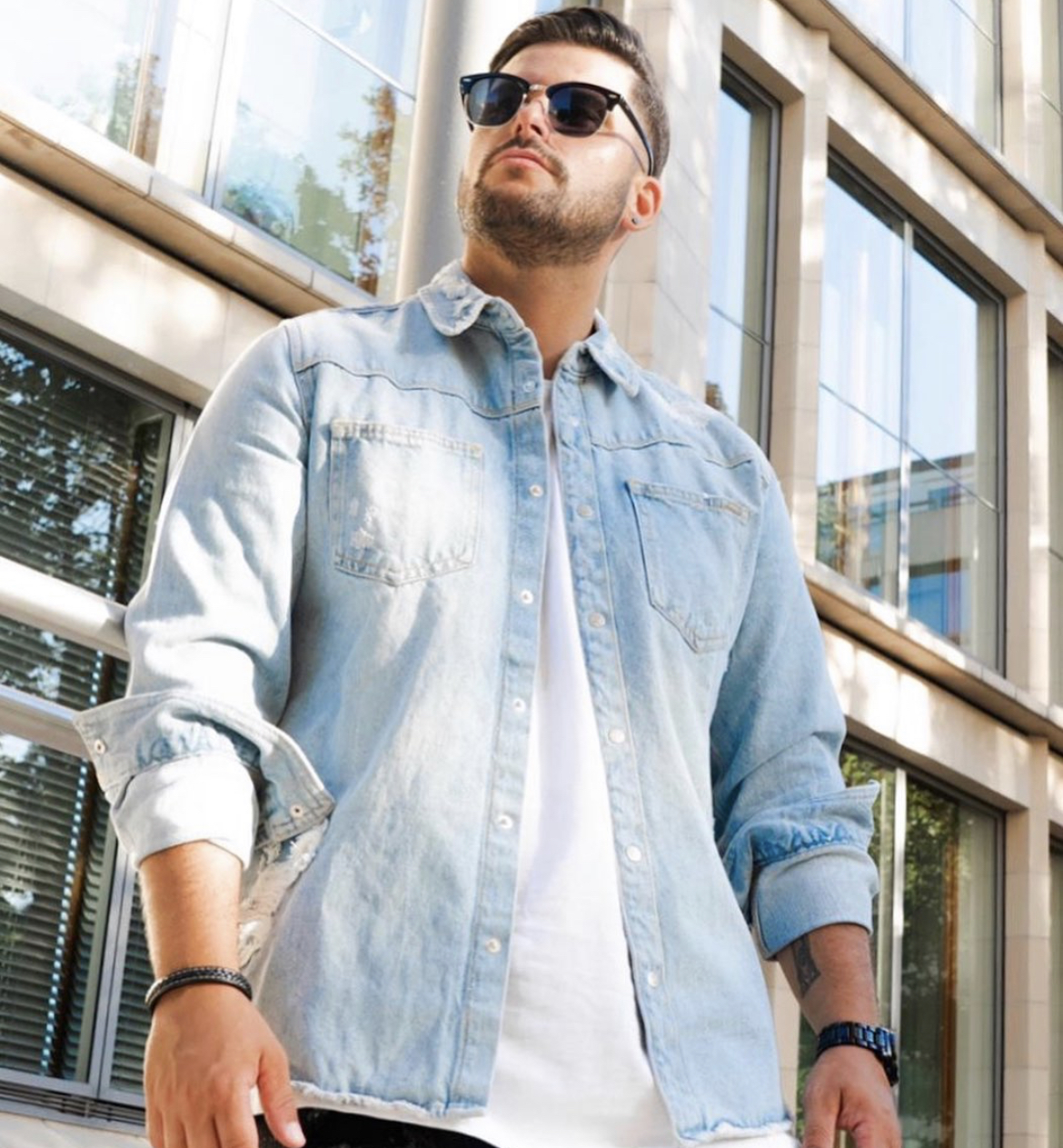
Cristobal (* 1987)

- Cristóbal, José Everardo (* 1986), mexikanischer Kanute
- Cristóbal, Silvia (* 2008), spanische Fußballspielerin
- Cristocea, Vasilică (* 1980), rumänischer Fußballspieler
- Cristofanelli, Claudio (* 1963), argentinischer Fußballspieler und -trainer
- Cristofani, Mauro (1941–1997), italienischer Etruskologe, Epigraphiker und Klassischer Archäologe
- Cristofano Dell’Altissimo († 1605), italienischer Maler und Kopist
- Cristofer, Michael (* 1945), US-amerikanischer Schriftsteller, Schauspieler und Regisseur
- Cristoff, María Sonia (* 1965), argentinische Journalistin
- Cristofol, Jean (1901–1957), französischer Politiker, Mitglied der Nationalversammlung
- Cristofoli, Nada (* 1971), italienische Radrennfahrerin
- Cristoforetti, Marco (* 1984), liechtensteinischer Poolbillardspieler
- Cristoforetti, Samantha (* 1977), italienische Kampfpilotin und AstronautinSamantha Cristoforetti (* 1977)

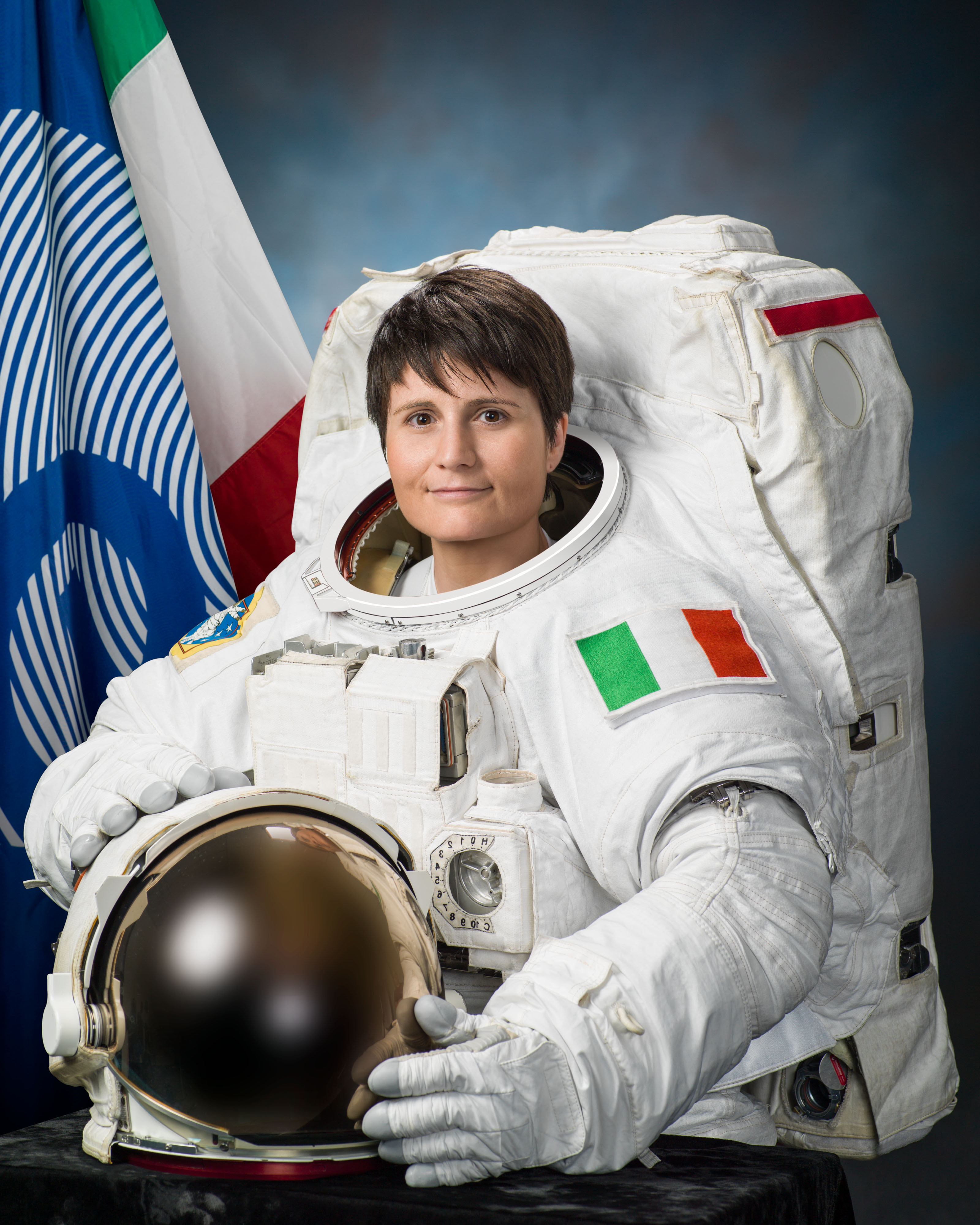
Samantha Cristoforetti (* 1977)

- Cristofori, Antonio (1701–1737), italienischer Maler und Musiker
- Cristofori, Bartolomeo (1655–1731), italienischer Musikinstrumentenbauer
- Cristofori, Carlo (1813–1891), italienischer Jurist und Kurienkardinal
- Cristofori, Guido (* 1880), italienischer Turner
- Cristofori, Pierpaolo (* 1956), italienischer Pentathlet
- Cristoforis, Giuseppe De (1803–1837), italienischer Naturforscher
- Cristóforo, Federico (* 1989), uruguayischer Fußballspieler
- Cristoforo, Gian Giacomo († 1649), italienischer römisch-katholischer Bischof
- Cristóforo, Sebastián (* 1993), uruguayischer Fußballspieler
- Cristol, Lionel (* 1963), französischer Fußballspieler
- Cristóvão, Cirilo (1966–2019), osttimoresischer Politiker
- Cristóvão, Jorge Soares, osttimoresischer Politiker
- Cristóvão, José Telo Soares, osttimoresischer Beamter und Politiker
- Cristy, James (1913–1989), US-amerikanischer Schwimmer
- Cristy, Mary (* 1952), französische Schlager- und Chansonsängerin
- Criswell (1907–1982), US-amerikanischer Unterhaltungskünstler

### Crit
- Critchell, Iris (1920–2025), US-amerikanische Schwimmerin
- Critcher, Catharine Carter (1868–1964), US-amerikanische Malerin
- Critcher, John (1820–1901), US-amerikanischer Politiker
- Critchfield, Charles (1910–1994), US-amerikanischer Physiker
- Critchfield, James H. (1917–2003), US-amerikanischer Offizier und leitender Mitarbeiter der Central Intelligence Agency (CIA)
- Critchfield, Lyman R. (1831–1917), US-amerikanischer Jurist und Politiker
- Critchinson, John (1934–2017), britischer Jazz-Pianist und Komponist
- Critchley, Julian (1930–2000), britischer Politiker (Conservative Party), Mitglied des House of Commons
- Critchley, Margaret (* 1949), britische Sprinterin
- Critchley, Simon (* 1960), englischer Philosoph
- Critchley, Tom (1916–2009), australischer Beamter, Diplomat, Autor und Journalist
- Critchlow, Carl (* 1963), britischer Comiczeichner
- Critchlow, Roark (* 1963), kanadischer Schauspieler
- Critchlow, Tess (* 1995), kanadische Snowboarderin
- Criton, Pascale (* 1954), französische Musikwissenschaftlerin und Komponistin
- Critonius Dassus, Quintus, antiker römischer Toreut
- Crittenberger, Willis D. (1890–1980), US-amerikanischer Generalleutnant (U.S. Army)
- Crittenden, Freddie (* 1994), US-amerikanischer Hürdenläufer
- Crittenden, George Bibb (1812–1880), General der Konföderierten im Amerikanischen Bürgerkrieg
- Crittenden, Jennifer (* 1969), US-amerikanische Sitcom-Autorin und Fernsehproduzentin
- Crittenden, John J. († 1863), US-amerikanischer Jurist, Politiker, US-Senator, Gouverneur von Kentucky und Justizminister
- Crittenden, John Jordan III (1854–1876), US-amerikanischer Soldat
- Crittenden, John Jordan Sen. (1754–1806), US-amerikanischer Politiker
- Crittenden, Naya (* 1995), US-amerikanische Volleyballspielerin
- Crittenden, Robert (1797–1834), Gouverneur von Arkansas
- Crittenden, Thomas Leonidas (1819–1893), General der US-Armee
- Crittenden, Thomas Theodore (1832–1909), US-amerikanischer Politiker
- Crittenden, Thomas Turpin (1825–1905), US-amerikanischer General
- Crittendon Douglass, Margaret (* 1822), US-amerikanische Frau, die 1854 einen Monat im Gefängnis war, weil sie freie schwarze Kinder unterrichtet hatte
- Critz, Harry H. (1912–1982), US-amerikanischer Offizier, Generalleutnant der US-Army
- Critz, John de († 1642), flämischer Porträtmaler, Hofmaler des englischen Königs
- Critz, Mark (* 1962), amerikanischer Politiker

### Criv
- Crivella, Marcelo (* 1957), brasilianischer Politiker
- Crivellaro, Paolo (* 1960), italienischer Organist und Hochschullehrer
- Crivelli, Achille (* 1933), Schweizer Offizier und Staatsschreiber
- Crivelli, Albert von (1816–1868), österreichischer Diplomat und Träger des Goldenen Vließ
- Crivelli, Aldo (1907–1981), Schweizer Maler, Archäologe und Journalist
- Crivelli, Antonio (1783–1829), italienischer Naturforscher
- Crivelli, Antonius, schweizerisch-österreichischer Bildhauer der Renaissance
- Crivelli, Carlo, italienischer Maler
- Crivelli, Carlo (1736–1818), italienischer Kardinal der Römischen Kirche
- Crivelli, Carlo (* 1953), italienischer Komponist
- Crivelli, Enzo (* 1995), französischer FußballspielerEnzo Crivelli (* 1995)

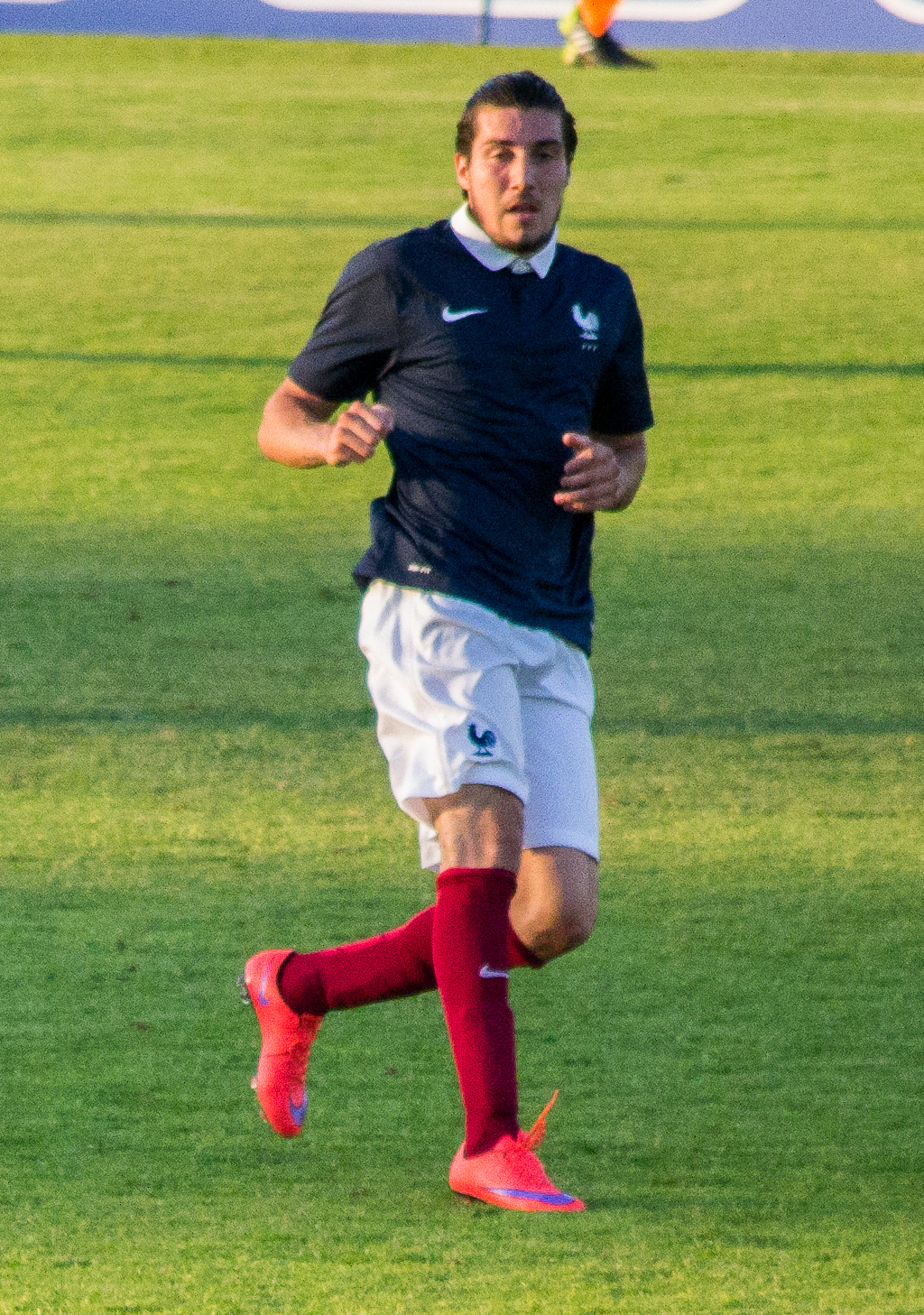
Enzo Crivelli (* 1995)

- Crivelli, Ferdinando (1810–1855), italienischer Architekt, Physiker, Mathematiker, Geometer
- Crivelli, Giovanni Battista († 1652), italienischer Komponist, Organist und Kapellmeister
- Crivelli, Giuliano (1935–2023), Schweizer Offizier und Brigadier
- Crivelli, Giuseppe (1900–1950), italienischer Ruderer
- Crivelli, Ignazio Michele (1698–1768), Kardinal der Römischen Kirche
- Crivelli, Norberto (* 1943), Schweizer Politiker (PdA)
- Crivelli, Taddeo, italienischer Maler der Frührenaissance
- Crivelli, Tatiana (* 1965), Schweizer Literaturwissenschaftlerin
- Crivelli, Ugo (1923–1998), Schweizer Maler, Kupferstecher und Bildhauer
- Crivelli, Vittore, italienischer Maler
- Crivello, Roberto (* 1991), italienischer Fußballspieler
- Crivellucci, Amedeo (1850–1914), italienischer Historiker und Philologe
- Crivillé, Àlex (* 1970), spanischer MotorradrennfahrerÀlex Crivillé (* 1970)

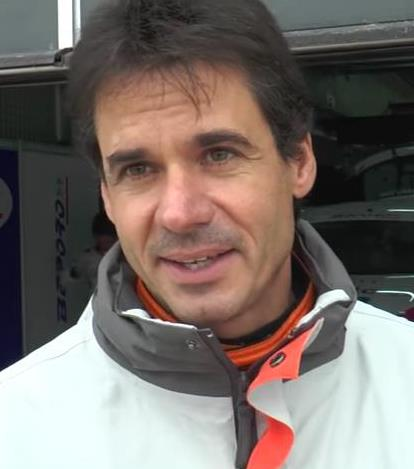
Àlex Crivillé (* 1970)

- Crivoi, Victor (* 1982), rumänischer Tennisspieler

### Criw
- Criwitz, Ernst Vollrad von (1740–1814), preußischer Generalmajor

### Crix
- Crixus († 72 v. Chr.), Anführer im Dritten Sklavenkrieg

### Criz
- Crizer, Pat W. (1924–1991), US-amerikanischer Offizier, Generalleutnant der US-Army